# Charlie Mensuel
Charlie Mensuel (CM) var en fransk serietidning, som gavs ut mellan februari 1969 och februari 1986. Månadstidningen etablerades som en av de tidigaste franska vuxenserietidningarna och publicerade under sin historia en blandning av och originalfransk produktion och importer från bland annat USA, Italien.
Charlie Mensuel var en systertidning till satirtidningen Charlie Hebdo. 1986 slogs den samman med Pilote, vilken fram till 1988 gavs ut under samlingsnamnet Pilote & Charlie.

## Historik

### Tidiga år
Charlie Mensuel grundades 1969 av Henri Roussel (född 1934, pseudonymen Delfeil de Ton) och Georges Bernier (pseudonymen Professeur Choron), vilka inspirerades av den italienska månatliga serietidningen Linus (startad fyra år tidigare), och innehöll i likhet med den sofistikerad amerikansk 50/60-talshumor som kompletterades med lokalt material. Här fanns klassiska serier som Krazy Kat, Tuffa Viktor och "sofisterade" dagspresserier från 1950- och 1960-talet som Snobben, från vars figur Karl (Charlie) den fick sitt namn. 
| Georges Wolinski och Willem (foton från 2011), två av tidningens redaktörer genom åren. |  | Georges Wolinski och Willem (foton från 2011), två av tidningens redaktörer genom åren. |
| Georges Wolinski och Willem (foton från 2011), två av tidningens redaktörer genom åren. |  |                                                                                         |

Från 1970 utgavs parallellt Charlie Hebdo, som var uppföljaren till den förbjudna Hara-Kiri hebdo. I september 1981 upphörde utgivningen, för att återupptas i april 1982, efter det att den övertagits av förlaget Dargaud. Grundandet av Charlie Hebdo innebar ett tillskott av en mängd franska humorister, och under årens lopp hämtades en hel del material från ovannämnda Linus.
Delfeil de Ton var chefredaktör från starten och till 1970.  Han efterträddes av Wolinski som var chefredaktör 1970-81. Efter honom kom Bernhard Willem Holtrop (Willem) och Nikita Mandryka.
Wolinski hittade på de slogans som under perioder användes i reklamsammanhang: "Journal qu'on lit sur un divan en croquant du chocolat" ("En tidning som man läser på soffan när man mumsar på choklad") och "Charlie. Le seul journal de bandes dessinées lu par des gens capables de lire autre chose que des bandes dessinées" ("Charlie. Den enda serietidning som läses av folk som kan läsa annat än serietidningar").
Senare under 1970-talet ökade mängden herrtidningsmaterial i Charlie Mensuel, och tidningens serieutbud var allt oftare erotiska präglade serier av namn som Georges Pichard och Guido Crepax.
| Duon José Muñoz och Carlos Sampayo (foto 1984) samt Max Cabanes (foto 2010) syntes i Charlie Mensuel under sent 1970-tal. |  | Duon José Muñoz och Carlos Sampayo (foto 1984) samt Max Cabanes (foto 2010) syntes i Charlie Mensuel under sent 1970-tal. |
| Duon José Muñoz och Carlos Sampayo (foto 1984) samt Max Cabanes (foto 2010) syntes i Charlie Mensuel under sent 1970-tal. |  | |

I mitten av 1970-talet kom ett tillskott av italienska, spanska och argentinska berättare. Här fanns tidigt material av italienare som Milo Manara och Guido Buzzelli, den exilargentinska duon José Muñoz och Carlos Sampayo samt (något senare) spanjorerna Nazario och Javier Mariscal. Med denna blandning av serier från olika "latinska länder" förebådade man À Suivre (1978–1997). Bland de nya namn som debuterade i CM och senare gjorde karriär i bland annat À Suivre fanns Max Cabanes.

### 1980-talet
1981 lades Charlie Mensuel ner som egen tidning i september 1981, efter nummer 152 räknat från starten 1969. Så sent som i juli samma år kom dock ett specialnummer – "Numéro Spécial sanglant" ('Blodiga specialnumret'). Tidningen hade i början av 1980-talet mycket magasinsmaterial, på serieutbudets bekostnad. Enligt redaktören Mandryka var orsaken albummarknadens tillväxt och ett motsvarande minskat intresse av att läsa serier – särskilt följetongsmaterial – i tidningsform.
I april året därpå startades utgivningen på nytt, då med förlaget Dargaud som utgivare. Med det första Dargaud-numret av tidningen började den löpande numreringen av tidningen på ny kula, med nummer 1. Tidningen hade Snobben som omslagsfigur på det första omstartsnumret, Nikita Mandryka var redaktör, och innehållet innebar lite av en återgång till 70-talets tidiga år. Redan i och med majnumret syntes nakna kvinnobröst på omslaget, och även framöver präglades omslagen av en erotisk ton. Omslagen var dock tecknade, inte helt olika många andra vuxenserietidningar under 1980-talet (inklusive svenska Epix).
Under 1983 försvann de amerikanska serierna från tidningens sidor och med dem en koppling till tidningens namn. Under 1984 flörtade man än mer med herrtidningsläsarna, och alla utom två av årets omslag hade fotoomslag med (oftast lättklädda) kvinnor.
1985 hoppade man över januarinumret, och i februari presenterades ett nytt format för tidningen med limmad rygg, mindre logotyp och återigen tecknade omslag (alla figurerna på omslaget var dock kvinnor).

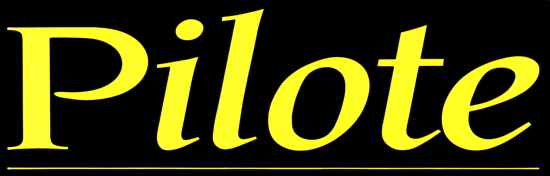
1988 återgick den sammanslagna tidningen Pilote & Charlie till att kalla sig Pilote.

1986 hann två nummer utkomma av CM, innan tidningen från och med mars slogs ihop med systertidningen Pilote till Pilote & Charlie. Namnet Charlie försvann slutligen från tidningshuvudet i september 1988, när tidningen återgick till att kalla sig Pilote (och samtidigt övergick till ett större sidformat, i ett försök att locka fler läsare och utmärka sig i tidningsställen).

## Betydelse
Charlie Mensuel var under inte minst 1970-talet viktig som en av den första generationens franska vuxenserietidningar. Tidningen grundades innan 1972 års L'Écho des Savanes (som brukar anses som den första renodlade franska vuxenserietidningen), men man anpassade sig snart till den ny franska vuxenserietidningsfloran och publicerade många namn ur den nya generationen av franska och internationella vuxenserieskapare.
CM kompletterades dock, till skillnad från de flesta av sina vuxenseriekonkurrenter, inte av någon större albumutgivning. Förlaget – Éditions du Square – hade även Charlie Hebdo på programmet, men när albumutgivningen under 1980-talet började växa i både antal och upplagor, skedde det på andra, etablerade albumförlag. Charlie Mensuel las ner 1981 och återupptogs dock 1982 av albumförlaget Dargaud, något som förlängde tidningens liv med ett antal år.